# Voodoo (film)
Voodoo è un film del 1995 diretto da René Eram.

## Trama
Trasferitosi dal Regno Unito agli Stati Uniti per poter stare vicino alla sua ragazza Rebecca mentre lei studia medicina all'università, Andy stringe amicizia con Cassian Marsh, il quale lo convince ad entrare nella confraternita Omega di cui è il leader. Successivamente il ragazzo viene avvicinato da uno sconosciuto che lo avverte che Marsh fa parte di un culto Voodoo e che rimanere nella confraternita potrebbe essere pericoloso. Inizialmente Andy non da credito a quanto detto dall'uomo, ma avrà modo di ricredersi quando si ritroverà a dover salvare la vita di Rebecca dai membri della confraternita.

## Produzione e distribuzione
Girato negli Stati Uniti nella primavera del 1995, Voodoo è stato distribuito in VHS dalla A-Pix Entertainment nel novembre 1995, ed è stato pubblicato per la prima volta negli Stati Uniti in formato DVD dalla Simitar Entertainment nel 1997.

## Accoglienza

### Critica
Peter Dendle ha scritto su The Zombie Movie Encyclopedia, "Questo normale thriller universitario incrocia Angel Heart con Revenge of the Nerds, come se quella fosse una nicchia che aveva davvero bisogno di essere riempita."